# PTL-02轮式突击炮
PTL-02轮式突击炮（P-T-L分别对应炮兵-突击-轮式）又被称为02式100毫米轮式突击炮，是中华人民共和国的一款轮式突击炮車，装备100毫米口径滑膛反坦克炮。在中俄“和平使命”联合军事演习中，PTL-02轮式突击炮吸引了各国军事观察员的关注。在2009年10月1日的中华人民共和国国庆60周年阅兵式上，PTL-02轮式突击炮排在受阅装备方队的第12位。

## 历史沿革
20世纪80年代，各国在积极研制轮式战斗车辆，中国人民解放軍跟踪世界军备动态，1980年代中期提出研制轮式突击炮的设想和可行性论证。1987年做出将反坦克炮装在6×6WZ-551上的尝试，賦予一種非正式的「87式」代號突击炮，但是未能被国家立项研制，試產了100mm和105mm兩種口径炮的車型。装100mm口径炮的車型采用86式100毫米滑膛反坦克炮。
1991年海湾战争法国AMX-10RC式105mm自走反坦克炮表现很好，证明了轮式炮车的有重量轻、成本低、机动性好等优越性，又引起了科研单位的高度关注，開始重啟項目。
經過試驗後發現WZ-551底盤較適合100mm炮，而105mm炮車未能列裝。1996年12月，开始新型突击炮的研制。1997年3月完成演示样炮的研制，经过靶场射击试验，定名为PTL-97式100毫米轮式突击炮。而后经过四年的初样炮和正样炮的研制设计，重新设计炮塔，改為WZ551A轮式底盘基础上改装，该炮的总设计师是周赐麟。2001年10月通过设计定型审查，正式定为PTL-02式100毫米轮式突击炮。

## 设计
PTL-02轮式突击炮采用以86式100毫米滑膛反坦克炮为基础改进的火力系统，重新设计了反后坐装置；增加炮口制退器的效率，加装抽烟装置，身管带热护套，发射尾翼稳定脱壳穿甲弹威力足够能击穿M60A3（254毫米）和俄制T-72B（460毫米）炮塔正面防护装甲。装备榴弹来打击土木工事和火力点。可使用炮射反坦克导弹（备弹6枚）。炮塔两侧各装有4具烟幕弹发射器。
PTL-02采用了37B电同步微扰动火控，中国研制的第一种瞄导合一的上反稳像式火控系统（上反式火控系统首次应用在制式装备），可以选用热像仪或二代微光夜视仪作为夜视观察设备，具备全天候稳像观察、短停炮击、行进间射击能力。可以远距离长途机动，可进行空运。由于PTL-02的底盘本为轮式装甲输送车为基础，相比机动性能与火力性能，防护性能较薄弱。